# El Saltillo Caracolar
El Saltillo Caracolar är en ort i Mexiko.   Den ligger i kommunen Angel R. Cabada och delstaten Veracruz, i den sydöstra delen av landet, 400 km öster om huvudstaden Mexico City. El Saltillo Caracolar ligger 39 meter över havet och antalet invånare är 284.
Terrängen runt El Saltillo Caracolar är platt åt nordväst, men åt sydost är den kuperad. Terrängen runt El Saltillo Caracolar sluttar västerut. Runt El Saltillo Caracolar är det ganska tätbefolkat, med 70 invånare per kvadratkilometer. Närmaste större samhälle är Lerdo de Tejada, 15,6 km nordväst om El Saltillo Caracolar. Omgivningarna runt El Saltillo Caracolar är en mosaik av jordbruksmark och naturlig växtlighet.